# 月刊少年マガジン+
『月刊少年マガジン+』（マガジンプラス）は、講談社が2011年から2014年まで刊行していた少年漫画誌。同社の少年漫画誌『月刊少年マガジン』の増刊誌であった。

## 概要
1993年に発刊した増刊『マガジンGREAT』（マガジングレート）が2009年に休刊した『月刊マガジンZ』と統合する形で改称した『マガジンイーノ』が2011年6月22日発売の14号を以て休刊した際にその連載の一部を引き継ぎ、2011年10月20日に創刊された。
基本的に『月刊少年マガジン』とは独立して作品が連載されていたが、『GREAT』時代には月刊へ移籍した『パンプキン・シザーズ』、月刊から『GREAT』へ移籍した『旬〜味彩の匠〜』のような例もみられた。また、『月刊少年マガジン』の作品がこちらに出張することもあり、さらに『GREAT』の連載作品が月刊本誌に出張掲載されることもあった。
『マガジンGREAT』掲載作品及び『Z』から継続して『マガジンイーノ』で掲載されていた作品は、基本的に新書版の〈講談社コミックス月刊マガジン〉レーベルかB6判の〈KCデラックス〉レーベルより発売された。また『イーノ』への誌名変更後から掲載された作品は〈KCデラックス〉レーベルより発売された。なお公式サイトなどではこれらのレーベル名は大きく扱われず、マガジンイーノKCの名称が使われていた。
2014年2月20日に発売された08号をもって休刊した。2014年夏から秋の間に、新しい少年マンガ誌が誕生すると告知された。『redEyes』、『サクラ大戦漫画版第二部』は単行本描き下ろしという形で継続。『Q.E.D. 証明終了』も継続予定であるが、休刊にあたって発表媒体は明らかになっていない。
2015年4月20日、予告から半年程度遅れて、事実上の後継誌となる『少年マガジンR』が創刊された。こちらは『マガジン＋』と違い隔月刊である。

## 特徴
発行ペースは偶数月中旬の隔月（4か月に1冊）。連載作品は毎号40ページを超える長尺のものが多かったが、年3回発行であるために単行本の発行ペースは緩やかだった。また、『月刊少年マガジン』の増刊ということからも編集部が同一であり、問い合わせ先が同じほか、両者はWebサイトなども共有していた。

## 連載作品
- Q.E.D. 証明終了（加藤元浩） - 『マガジンイーノ』より継続
- サクラ大戦漫画版第二部（作画：政一九、原作：広井王子） - 『月刊マガジンZ』、『マガジンイーノ』より継続
- 鉄拳チンミ外伝 タンタン編（前川たけし）
- redEyes（神堂潤） - 『マガジンイーノ』より継続
- ノラガミ（あだちとか）
- THE ABSOLUTE（作画：色原みたび、原作：山原義人）
- C.M.B.番外編M.A.U.（加藤元浩）
- NEAR BOYS（櫻太助、企画監修：八神ひろき）
- 月マガ大(?)辞典（宮崎かずしげ）
- なんと孫六（さだやす圭）
- FIRE BALL!（龍幸伸）
- レッケン!（吉谷やしよ）
- ちくわ町ノススメ（平野直樹）

## 連載終了作品
- 男子(アダム)の魔女（安原いちる）
- 青い海のサシミ（西川伸司）
  - 青い海のサシミ - マンガ図書館Z（外部リンク）
- 嵐のRリーグ（中山ラマダ）
- 岩戸石太郎の霊石奇譚（古川斉昭）
- 維新のKAGURA（作画：橋本尭昌、原作：あかほりさとる、構成：氷川あん果）
- ウイングロッシ（山浦聡）
- 裏宗家四代目服部半蔵花録（かねた丸）
- 偉いこっちゃ（今井専）
- オレンジ☆シップ（いとうれいこ）
- がっくんチョ（かわくぼ香織）
- 学校菜園おけらば（清水沢まこと）
- かっちぇる♪（かわくぼ香織）
- 機動戦士ガンダム00（田口央斗） - 『月刊マガジンZ』から移動
- グミ・チョコレート・パイン（原作/大槻ケンヂ・漫画/佐佐木勝彦/清水沢亮）
- クレア嫁撃!（森川たかし）
- グレートさん（西川伸司）
- ゴルフ13（赤衣丸歩郎）
- SAMURAI 7（周防瑞孝）
- さよならフットボール（新川直司）
- 山賊王（沢田ひろふみ）
- 旬 〜味彩の匠〜（高倉みどり） - 本誌から移動
- 人生ビッグマウス（平野直樹）
- SWORD GALE（佐藤信）
- 聖剣コトノハ（金子直哉）
- 打撃王 凛（佐野隆） - 本誌から移動
- ダブルガンロックライダー（永井幸二郎）
- 鉄鋼無敵科學大魔號改（唐沢なをき）
- 天国への階段（むつ利之） - 本誌から移動
- 東京ヘロヘロ紀行（堂高しげる）
- ドーターメーカー（河島正）
- ドーピング屋台（くずはらあに）
- はっぴいマリア（仲原敬太郎）
- HAYATE（風童じゅん）
- はんびじぶる(ひらいたけし)
- パンプキン・シザーズ（岩永亮太郎） - 本誌へ移動
- 秘身譚(伊藤真美)
- 封嘴のコカトリス（野本真哉）
- Who is 風生!?（なかざき冬）
- 武打星（間部正志）
- FURLONG!（栗田卓也）
- プレイスファジストマネー（片山まさゆき）
- ペット松・竹・梅（三ツ森あきら）
- ホームセンターてんこ（とだ勝之）
- MALEBITO（左上路朗）
- ミステリー・クラシックス（森元さとる）
- 水の森（小林有吾） - 『月刊少年マガジン』本誌から移動
- 宮ちゃんの科学人生（宮崎かずしげ）
- 宮ちゃんの戯夢人生（宮崎かずしげ）
- メテオさんストライクです！（たくじ）
  - メテオさんストライクです！ - マンガ図書館Z（外部リンク）
- 雷星伝ジュピターO.A.（原作：和智正喜、漫画：なかざき冬）
- ラグナレク（神堂潤）
- らずべりぃMix（高倉みどり）
- ラブプラス Girls Talk（櫻太助）
- 霊獣記（原作/佐木飛朗斗・漫画/岡田鯛）